# Мађарска на Европском првенству у атлетици у дворани 1974.
Мађарска је  учествовала  на 5. Европском првенству у дворани одржаном у дворани Скандинавијум у Гетеборгу, (Шведска), 9. и 10. марта 1974. Репрезентацију Мађарске у њеном петом учешћу на европским првенствима у дворани представљало је четворо спортиста (2 мушкрца и 2 жене) који су се такмичили у 4 дисциплине 2 мушке и 2 женске.
Са две освојене сребрне  медаље Мађарска је у укупном пласману освојила 13. место од  15 земаља  које су на овом првенству освајале медаље, односно 25 земаља учесница.
У табели успешности (према броју и пласману такмичара који су учествовали у финалним такмичењима (првих 8 такмичара)) Мађарске је  заузела 9. место са 28 бодова  од 22 земље које су имале представнике у финалу,  односно само Аустрија, Ирска и Луксембург нису имали нијеног финалисту.
| Плас. | Земља    | 1. место | 2. место | 3. место | 4. место | 5. место | 6. место | 7. место | 8. место | Бр. финал. - Бод. |
| ----- | -------- | -------- | -------- | -------- | -------- | -------- | -------- | -------- | -------- | ----------------- |
| 12.   | Мађарска | −        | 2 − 7    | −        | −        | −        | 1 − 3    | 1 − 2    | 1 − 1    | 5 − 20            |

## Учесници
| Бр. | Дисциплина   | Мушкарци                   | Жене           | Укупно |
| --- | ------------ | -------------------------- | -------------- | ------ |
| 1.  | 60 м         | Лајош Греша Ендре Леполд   |                | 2      |
| 2.  | 800 м        | Андраш Жинка               |                | 1      |
| 3.  | 60 м препоне |                            | Илона Бружењак | 1      |
| 4.  | Скок увис    | Иштван Мајор Ендре Келемен |                | 2      |
| 5.  | Бацање кугле |                            | Јудит Богнар   | 1      |
|     | Укупно (5)   | 5                          | 2              | 7      |

## Освајачи медаља
- Сребро

1. Андраш Жинка — 800 м

2. Иштван Мајор — скок увис

## Резултати

### Мушкарци
| Атлетичар     | Дисциплина | Лични рекорд | Квалификације | Квалификације | Полуфинале           | Полуфинале           | Финале               | Финале   | Детаљи |
| Атлетичар     | Дисциплина | Лични рекорд | Резултат      | Место         | Резултат             | Место                | Резултат             | Место    | Детаљи |
| ------------- | ---------- | ------------ | ------------- | ------------- | -------------------- | -------------------- | -------------------- | -------- | ------ |
| Лајош Греша   | 60 м       |              | 6,82 КВ       | 3. у гр. 2    | 6,68 КВ              | 4 у пф. 1            | 6,71                 | 7. / 24  |        |
| Ендре Леполд  | 60 м       |              | 6,91          | 5. у гр.32    | Није се квалификовао | Није се квалификовао | Није се квалификовао | 21. / 24 |        |
| Андраш Жинка  | 800 м      | 1:48,0рм     | 1:49,77 КВ    | 1. у гр. 2    |                      |                      | 1:48,50              |          |        |
| Иштван Мајор  | скок увис  |              |               |               |                      |                      | 2,20                 |          |        |
| Ендре Келемен | скок увис  |              | 2,10          | 16. / 23      |                      |                      |                      |          |        |

### Жене
| Атлетичар      | Дисциплина   | Лични рекорд | Квалификације | Квалификације | Полуфинале | Полуфинале | Финале   | Финале   | Детаљи |
| Атлетичар      | Дисциплина   | Лични рекорд | Резултат      | Место         | Резултат   | Место      | Резултат | Место    | Детаљи |
| -------------- | ------------ | ------------ | ------------- | ------------- | ---------- | ---------- | -------- | -------- | ------ |
| Илона Бружењак | 60 м препоне |              | 8,35 КВ       | 3. у гр. 2    | 8,31 КВ    | 4 у пф. 2  | 8,39     | 6. / 19  |        |
| Јудит Богнар   | бацање кугле |              |               |               |            |            | 17,82    | 21. / 24 |        |

## Биланс медаља Мађарске после 5. Европског првенства у дворани 1970—1974.
|     | ЕП     |   |   |   |   | УП  |
| 1.  | 1970.  | 0 | 0 | 0 | 0 | 0   |
| 2.  | 1971.  | 1 | 0 | 1 | 2 | 9.  |
| 3.  | 1972.  | 1 | 0 | 0 | 1 | 9.  |
| 4.  | 1973.  | 1 | 0 | 0 | 1 | 9.  |
| 5.  | 1974.  | 0 | 2 | 0 | 2 | 10. |
| 1-5 | Укупно | 3 | 2 | 1 | 6 | 10. |
| --- | ------ | - | - | - | - | --- |

|    | ЕП           |   |   |   |   |
| 1. | Иштван Мајор | 3 | 1 | 0 | 4 |
| -- | ------------ | - | - | - | - |

## Мађарски освајачи медаља  после 5. Европског првенства у дворани 1970—1974.
|    | Атлетичар/ка     | м | ж | ЕП       | Дисциплина |   |   |   |   |
| -- | ---------------- | - | - | -------- | ---------- | - | - | - | - |
| 1. | Иштван Мајор (1) | м |   | 1971.    | скок увис  |   |   |   |   |
| 2. | Ендре Келемен    | м |   | 1971.    | скок увис  |   |   |   | 2 |
| 3. | Иштван Мајор (2) | м |   | 1972.    | скок увис  |   |   |   | 1 |
| 4. | Иштван Мајор (3) | м |   | 1973.    | скок увис  |   |   |   | 1 |
| 5. | Андраш Жинка     | м |   | 1974.    | 800 м      |   |   |   |   |
| 6. | Иштван Мајор (4) | м |   | 1974.    | скок увис  |   |   |   | 2 |
|    | Укупно           | 6 | 0 | 1970—74. |            | 3 | 2 | 1 | 6 |